# Булакбашинський район

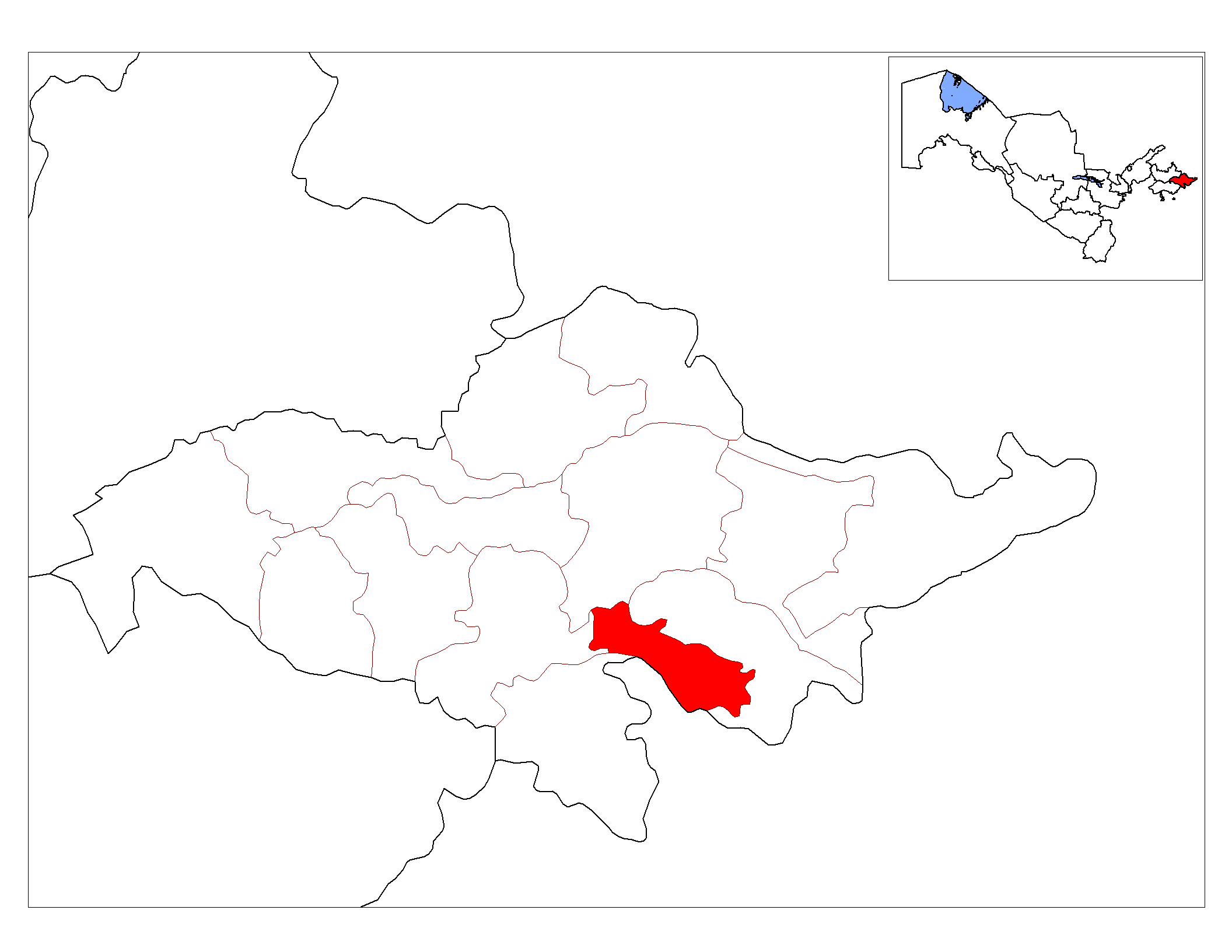
Розташування району на карті області

Булакбашинський район (узб. Булоқбоши тумани, Buloqboshi tumani) — один з 14 районів (туманів) Андижанської області. Розташований в південній її частині. Адміністративний центр — міське селище Булакбаші.
Був утворений 9 квітня 1992 року.
Площа району становить 200 км².
Населення становить 110 тис. осіб. Більшу частину складають узбеки. Проживають також киргизи, казахи, таджики, татари, росіяни та інші народи. Щільність населення становить 582 чол./км².

## Природа
Рельєф району складається з гір та передгірських рівнин.
Клімат різко континентальний. Пересічні температури липня +26 °C, січня −3,5 °C. Вегетаційний період становить 230 днів. За рік випадає в середньому 180—190 мм опадів.
Територією району проходять канали — Південний Ферганський канал та Шахрихансай.
Ґрунти на рівнинах сіроземи та бурі, на адирах — пісковик, мергель, лес та гравій.
На цілинних ділянках зростають полин, лутига, кульбаба, очерет, дурман звичайний, янтак, щавель, тамариск, пальчатка, хвощ, сорго, в'юнок польовий, волошка. Серед диких тварин поширені лисуха, черепахи, джейран, лисиця, змії, ящірки (варан), їжак, птахи (кеклик, перепілка, лелека, дикі качки, жайворонок, одуд, ворона, сорока, шпак індійський, сич, беркут та інші).

## Адміністративний поділ
Станом на 1 січня 2011 року до складу району входять 4 міських селища і 5 сільських сходів громадян.
Міські селища:
- Андижан
- Булакбаші
- Учтепа
- Ширманбулак

Сільські сходи громадян:
- Булакбаші
- Кулла
- Майарик
- Найман
- Ширманбулак